# Rhizotrogus cicatricosus
Rhizotrogus cicatricosus es una especie de coleóptero de la familia Scarabaeidae.

## Distribución geográfica
Habita en Europa occidental.